# Anisodes sarawakaria
Anisodes sarawakaria är en fjärilsart som beskrevs av Walker 1861. Anisodes sarawakaria ingår i släktet Anisodes och familjen mätare. Inga underarter finns listade i Catalogue of Life.